# The First Cut Is the Deepest (chanson de Sheryl Crow)
Pour l’article homonyme, voir The First Cut Is the Deepest.
Singles de Sheryl Crow
It's So Easy (2002) Light in Your Eyes (2004)
Clip vidéo
(en) [vidéo] « The First Cut Is the Deepest (officiel)(réalisation : Wayne Isham) », sur YouTube
Pistes de The Very Best of Sheryl Crow
My Favorite Mistake
(3) Everyday Is a Winding Road
(5)
The First Cut Is the Deepest est le premier des deux singles extraits de la compilation de l'artiste américaine Sheryl Crow, The Very Best of Sheryl Crow, parue en 2003. Il s'agit de la reprise d'un titre de 1967 de Cat Stevens, écrite pour la chanteuse américaine PP Arnold.

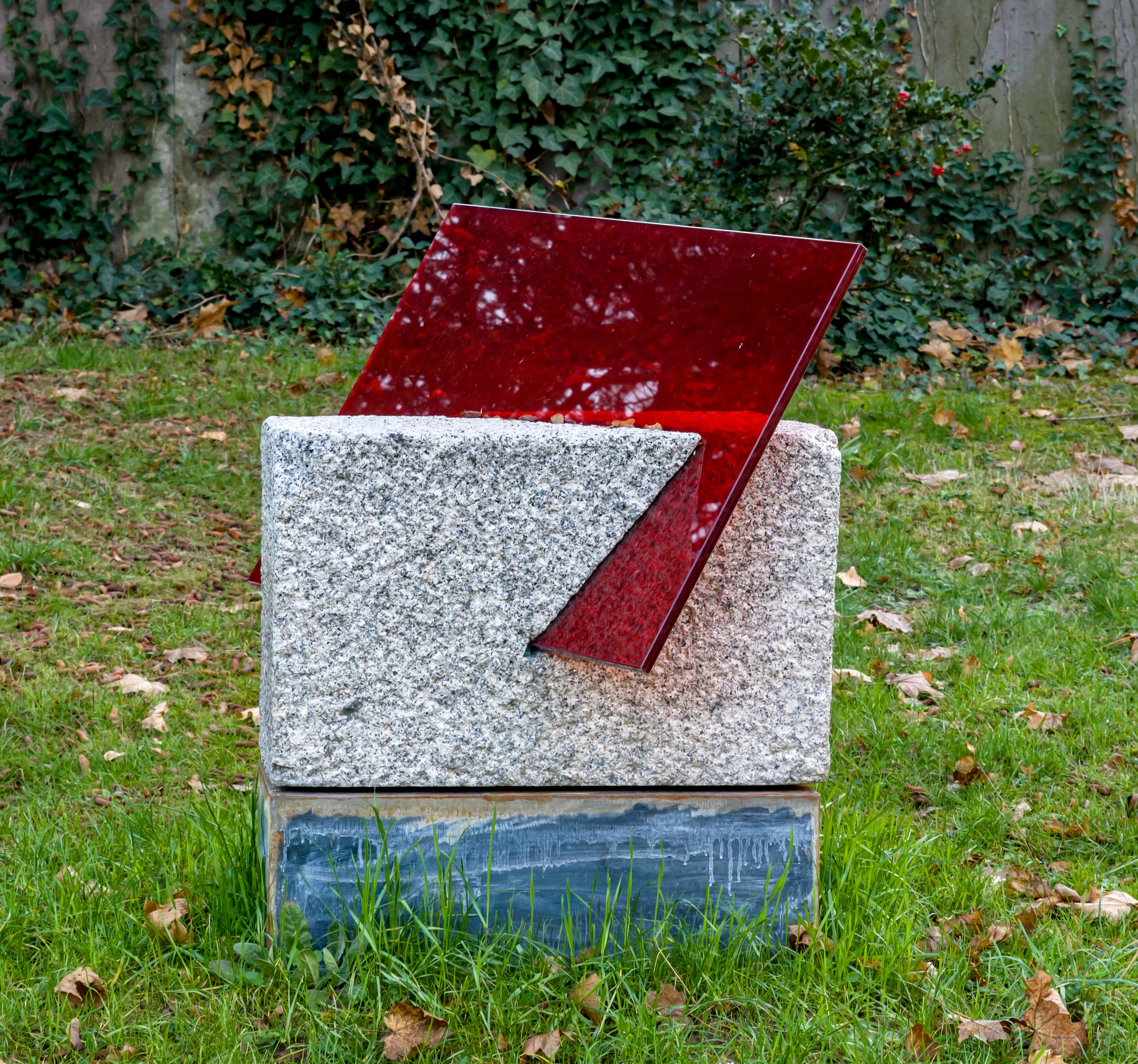
Œuvre intitulée The First Cut de l'artiste Jörg Bollin © Jörgens.mi (jm88342)

## Linguistique du titre
The First Cut Is the Deepest (prononcé en anglo-américain : [ðə fɜ:rst kʌt ɪz ðə di:pəst]) est une métaphore à valeur proverbiale qui pourrait se traduire, de manière sourcière, par la première entaille est la plus profonde dans le sens que la première mauvaise expérience (peine de cœur, déception amicale, blessure physique, etc.) est la plus douloureuse et/ou qui marque le plus les corps ou les esprits. C'est dans le sens de peine sentimentale que l'a écrit l'auteur, Cat Stevens,.

## Évolution des classements
Il rejoint la 14e position du classement Billboard Hot 100 aux États-Unis, 37e du classement officiel des singles au Royaume-Uni et 50e des singles classés en  Australie.
Le titre devient son premier hit country solo à entrer dans le top 40 (après le succès de son duo avec Kid Rock, Picture). La chanson maintient son classement dans le Hot 100 pendant 36 semaines et se couronne d'un disque d'or par ses ventes, tout en devenant également le no 1 des  Billboard Adult Contemporary et Top 40. À l'échelle internationale, la chanson connaît aussi le succès en figurant parmi les vingt premiers singles en Hongrie,, en Irlande et en Nouvelle-Zélande.

## Distinctions
Elle reçoit une nomination dans la catégorie Meilleure chanteuse pop aux Grammy Awards 2004

## Clip musical
Dans le clip, réalisé par Wayne Isham dans le sud de l'Utah, Sheryl Crow apparaît dans un désert rocheux interprétant la chanson sur sa guitare acoustique, chevauchant un mustang ou se baignant dans une source, avec des images qui s'estompent rapidement.

## Disponibilités du titre
Single CD 2-titres Europe
1. The First Cut Is the Deepest (version album) – 3:45
2. My Favorite Mistake (Live in Central Park) – 4:14

Single CD maxi Europe
1. The First Cut Is the Deepest (version album) – 3:45
2. Everyday Is a Winding Road (Live in Central Park) – 5:29
3. My Favorite Mistake (Live in Central Park) – 4:14
4. Leaving Las Vegas (Live in Central Park) – 7:21